# Бібліотека Александріна

Бібліотека Александріна, Александрія

Бібліотека Александрі́на — бібліотека в Александрії (Єгипет) побудована на місці легендарної стародавньої Александрійської бібліотеки.

## Відновлення в нову добу
У 1974 р. представники Александрійського університету запропонували відновити Александрійську бібліотеку на її історичній території. В 1988 році була придбана земельна ділянка і  тодішній президент ЮНЕСКО заклав символічний перший камінь нової споруди. Був проведений міжнародний архітектурний конкурс. В архітектурному конкурсі на проєкт бібліотеки перемогу отримало  норвезьке архітектурне бюро «Snøhetta» і австрійський архітектор Крістоф Капелле. Задля будівництва було створено консорціум на чолі з «Snøhetta», британськими та італійськими будівельними компаніями.
Бібліотеку було відкрито у 2002 р. Вона розрахована на вісім мільйонів книг та містить також:
- залу для конференцій,
- три музеї,
- чотири мистецькі галереї,
- планетарій,
- лабораторію відновлення рукописів.

Фонди бібліотеки були надані з усього світу. Фасад бібліотеки вироблений з сірого асуанського граніту, на якому зображені зразки 120 письмових систем людства. В бібліотеці міститься дзеркало Інтернет-архіву.

## Археологічні пошуки
20 століття радувало значними відкриттями в археології. Продовжуються розкопки і в Єгипті. Було декілька спроб відшукати історичне місце розташування стародавньої Аленсандрійської бібліотеки. На жаль, вони не були успішними. До того ж, найімовірніше вона знаходилась там, де зараз нетрі міста Александрія. Їх не було сенсу чіпати. Вибір місця для нової будівлі обумовила та обставина, що у Александрійського університету не було своєї багатої бібліотеки. Тому нова будівля виникла на території місцевого університету.

## Розміри будівлі
Її форма досить проста і нагадує сонячний диск. Сама будівля заглиблена в землю. Найбільший край сягає позначки 33 метри. Будівля не має звичних вікон. Є лише одне вікно і це — суцільний скляний дах. В Єгипті дуже рідко йдуть дощі і не буває снігу, тому звичний дах не потрібен.
В інтер'єрі дах підтримують 63 стовпи-опори, стилізовані під стебла лотоса. Читальна зала має сім щаблів-терас, де можуть розміститися 3 500 осіб. Зараз стільки осіб не приходить, бо 33-35 відсотків александрійців — неписьменні.

## Фонди бібліотеки
На 2006 рік фонд нараховував лише 500 000 томів, але це 7-8 відсотків того, що може зберігати фондосховище. Тіснявина не загрожує ще й тому, що безліч джерел зберігається і видається читачам на дисках CD. Це тим паче важливо для збереження крихких і старих рукописів. Аби зробити і їх надбанням студентів і вчених, широко використані електронні прилади, які дають змогу гортати джерела без контакту з оригіналами. Ведеться робота по переведенню усього книжкового фонду на електронні носії.
Потенціал використання фонду досить низький через неписьменність частки населення, його зубожіння і невелику можливість використання отриманих знань в бідній країні. Проєкт реалізовано, але він розрахований не стільки на неприємне сьогодення, скільки на гіпотетично краще майбутнє…

## Галерея

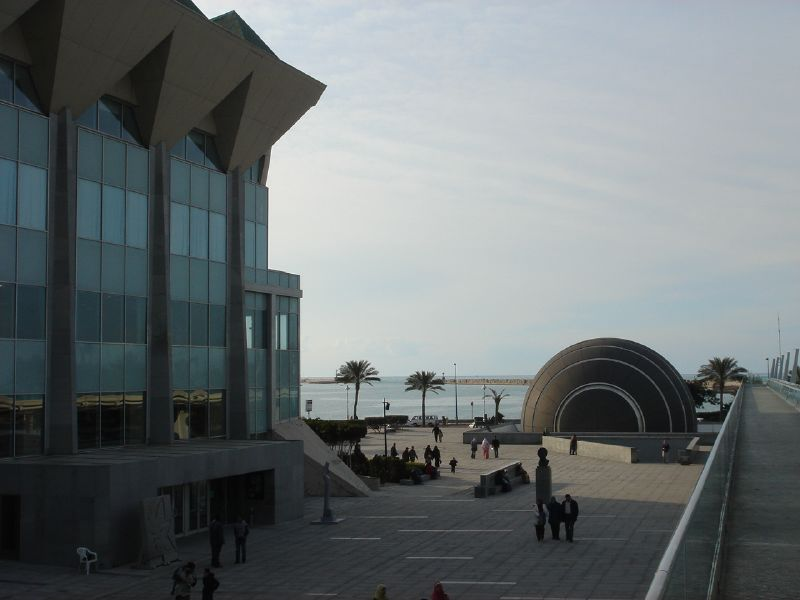
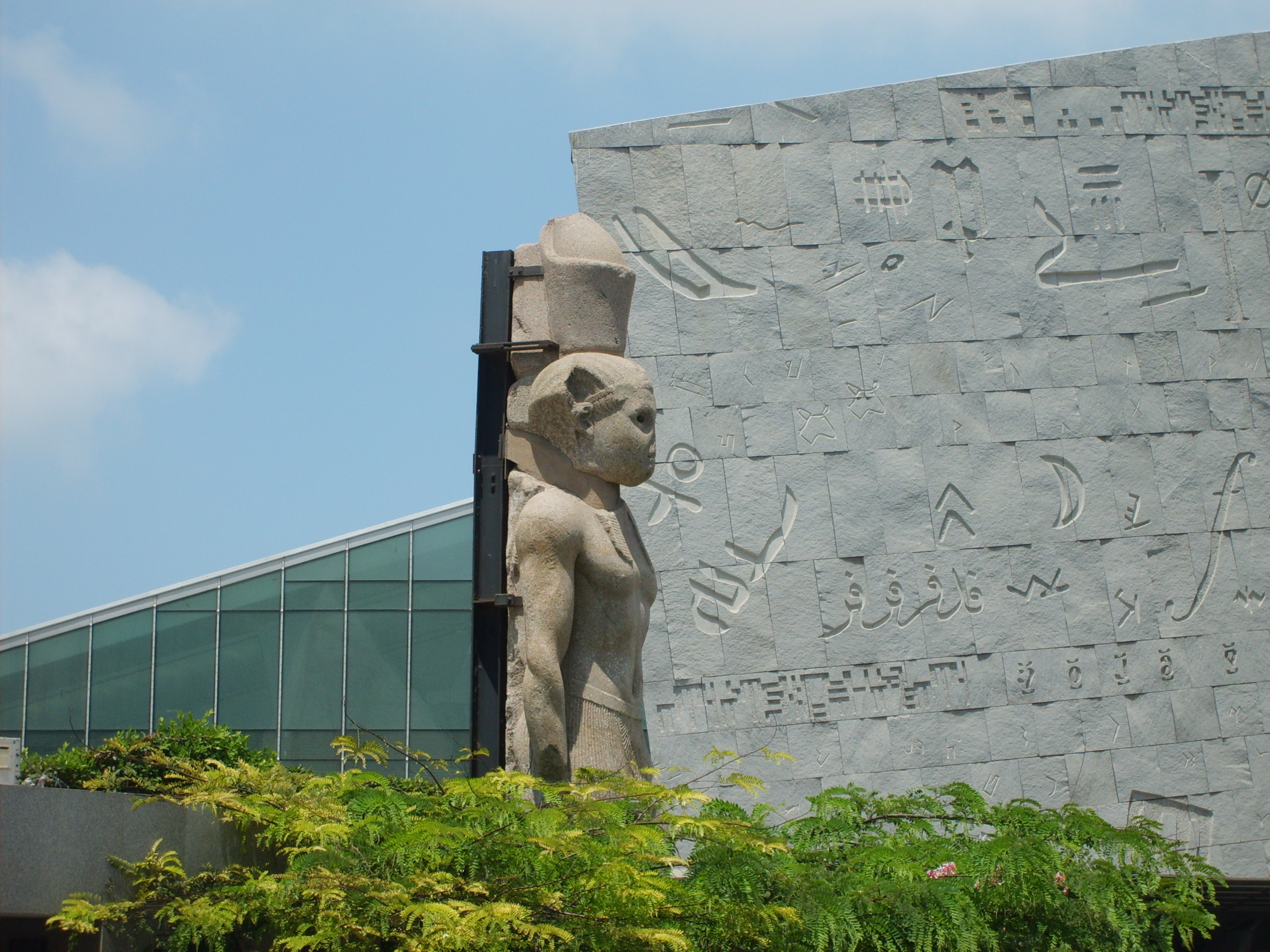
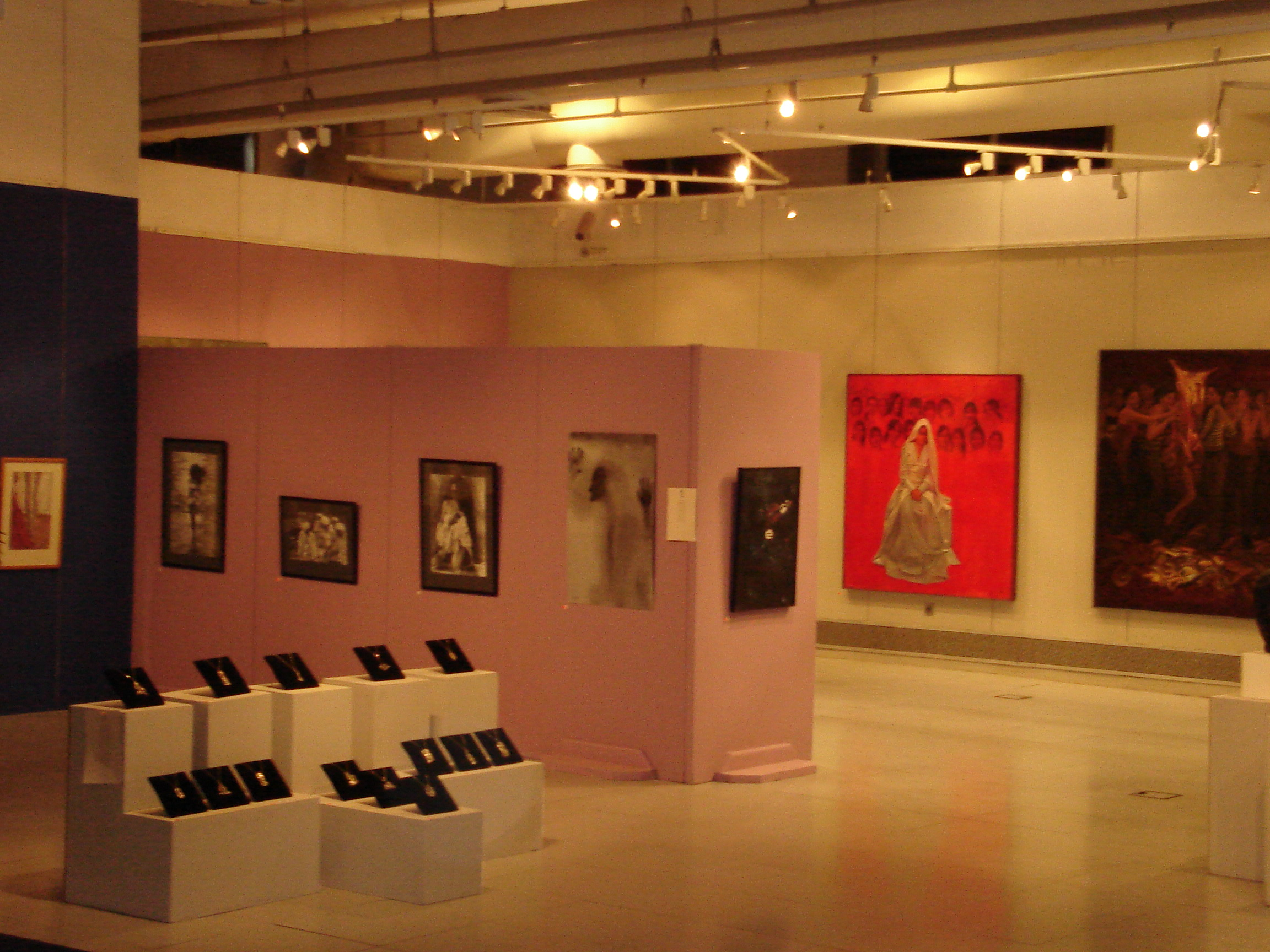
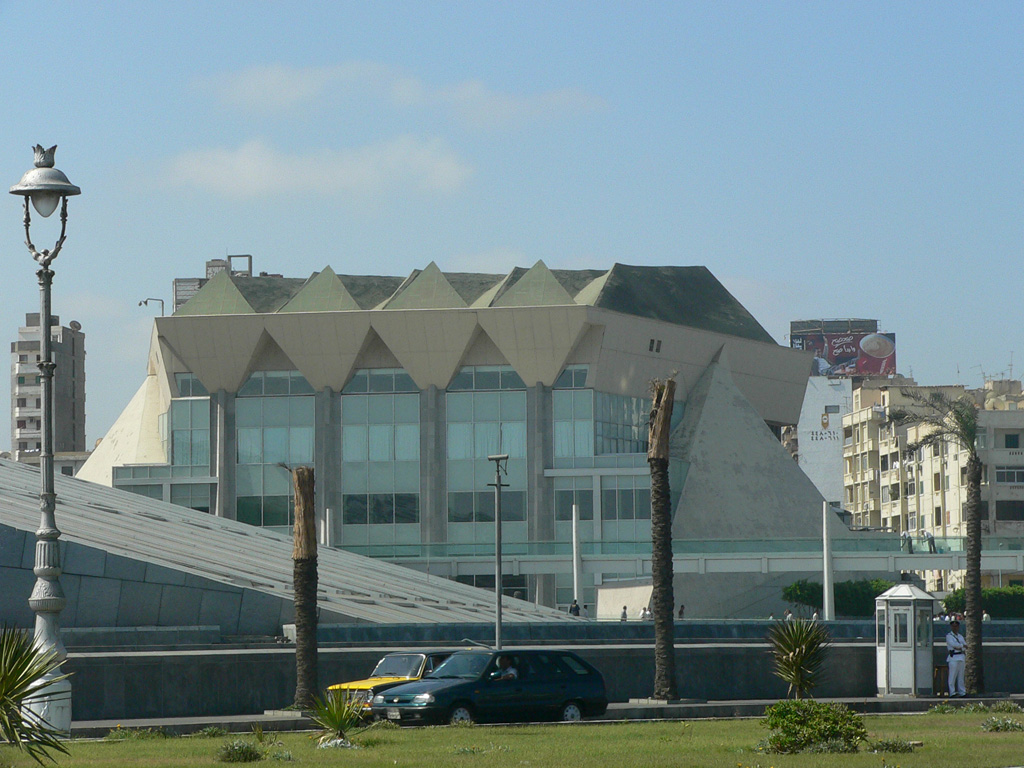
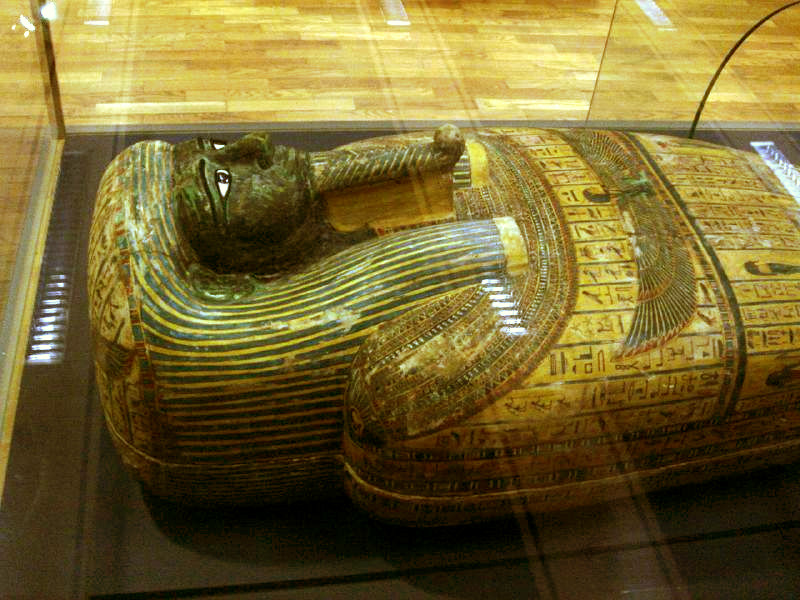
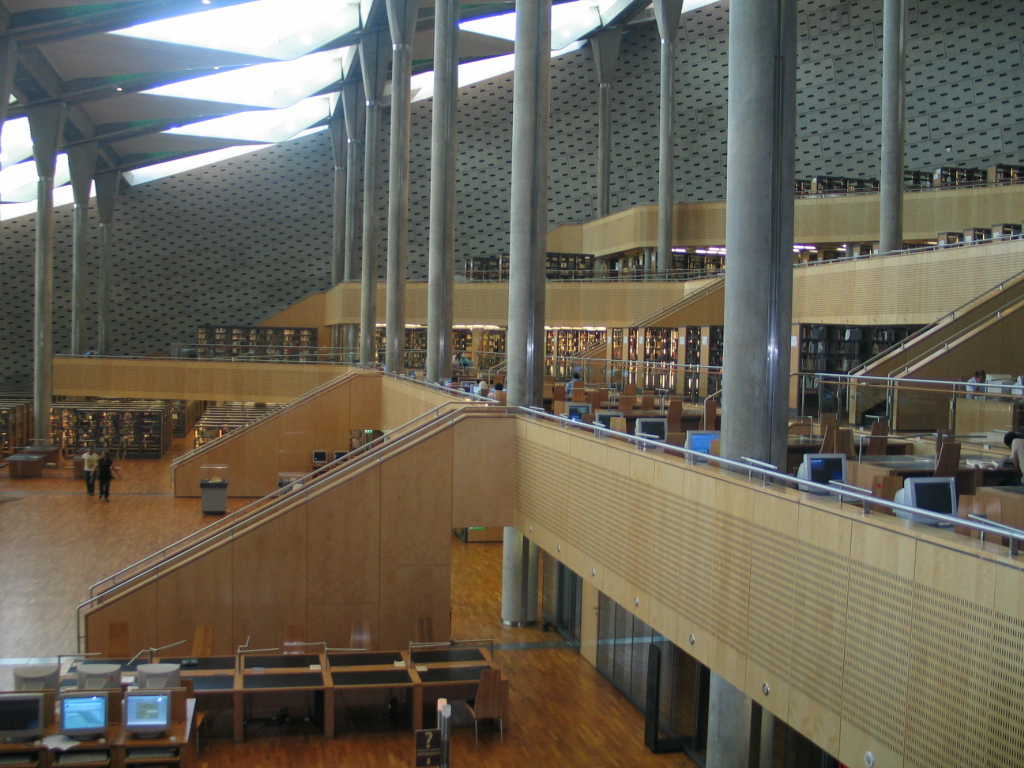
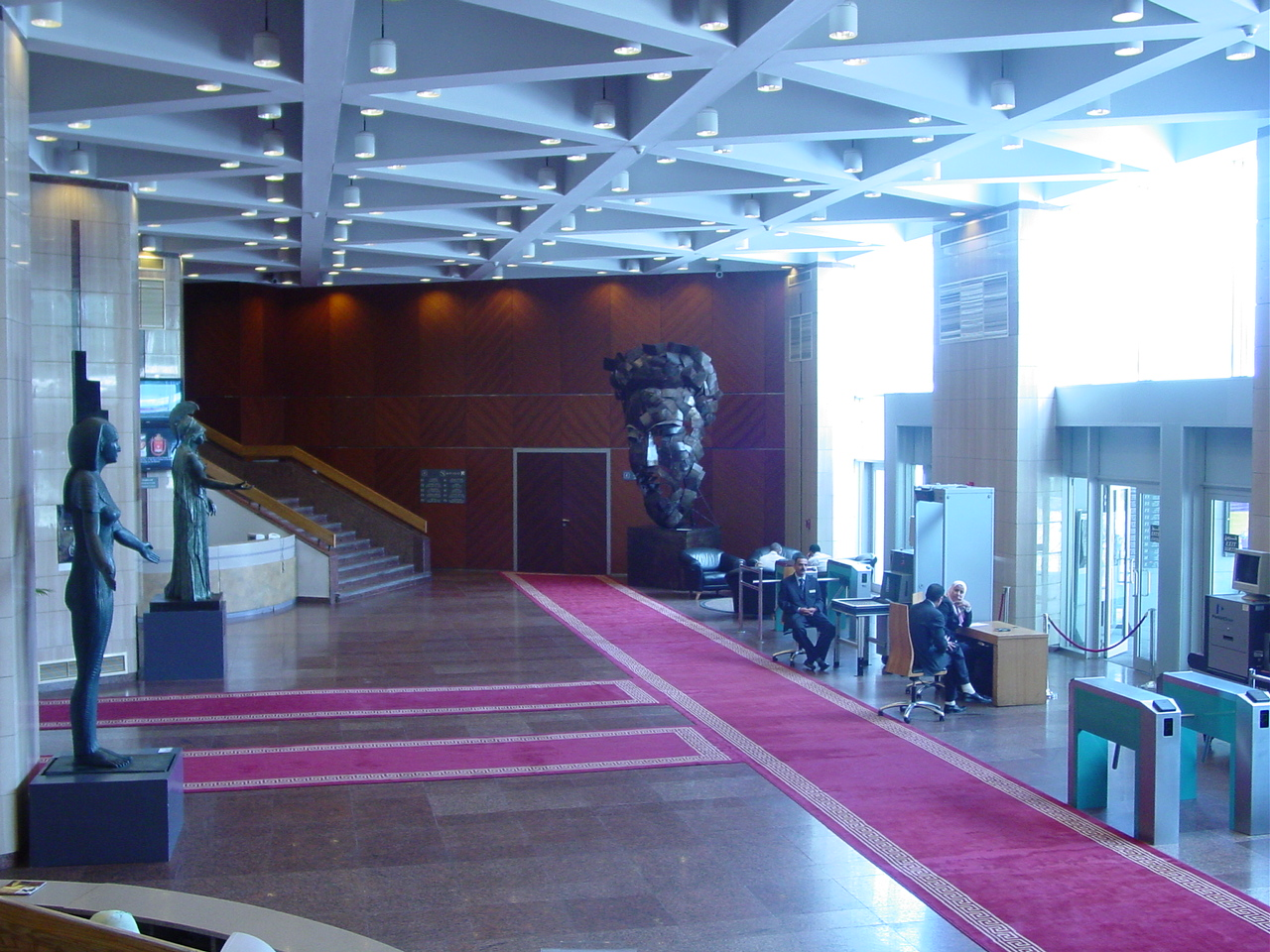